# インターネットドラフト
インターネットドラフト（英: Internet draft、I-D）とは、IETFが公表する一連の作業文書を指す。多くはRFCのため草稿文書だが、RFC とすることを意図していない進行中の作業に関する報告書などもある。インターネットドラフトを参考文献とするのは不適当であるとされる。インターネットドラフトを引用する場合は、それが進行中の作業であることを意味する「work in progress」を明示すべきだとされている。
インターネットドラフトは、基本的なガイドラインに準拠することが期待されている。IETF に送付する前に IDnits Tool を使って一般的な文書としての問題をチェックすることができる。
インターネットドラフトの有効期間は6カ月以下である。また、予告無く削除されたり、置換されたりすることがある。IESG または RFC編集者が評価中のものを除いて、インターネットドラフトは有効期間を過ぎると IETF のリポジトリ（管理台帳）から削除される。
IETF のインターネットドラフト・リポジトリのミラーサイトは多数存在する。それらのミラーサイトでは、IETF のリポジトリでは既に削除されたインターネットドラフトも参照できる場合がある。
IETF のワーキンググループが作成するインターネットドラフトは次のような命名規則に従う。
```
draft-ietf-<wg>-<name>-<version number>.txt
```

IRTF のリサーチグループが作成するインターネットドラフトは次のような命名規則に従う。
```
draft-irtf-<rg>-<name>-<version number>.txt
```

それ以外の個人が作成する場合、次の命名規則に従う。
```
draft-<individual>-<name>-<version number>.txt
```

初版での version number は 00 で表される。第二版（あるいは第一版）は 01 となる。
インターネットアーキテクチャ委員会、RFC 編集者、その他 IETF 関連組織でもインターネットドラフトを作成する。その場合の命名規則は次のようになる。
```
draft-<org>-<name>-<sequence number>.txt
```